# Кириллов, Анатолий Иванович
Кириллов Анатолий Иванович (1928) — советский военачальник, генерал-лейтенант танковых войск (13.02.1976).
Выпускник Никольской средней школы (Оренбургская область, Сакмарский район, с. Никольское).
Несколько десятилетий служил в Советской Армии. Генерал-майор танковых войск (06.05.1972). С августа 1973 по август 1974 года — первый заместитель командующего 8-й гвардейской армией в ГСВГ.
Август 1974 — май 1976 — командующий 2-й гвардейской танковой армии.
Май 1976 — июнь 1985 — первый заместитель командующего войсками Одесского военного округа.
С 1982 года — первый заместитель начальника вневойсковой подготовки Министерства обороны СССР.
После выхода в отставку — преподаватель МГУ.

## Награды
- орден Красной Звезды
- орден «За службу Родине в Вооружённых Силах СССР» 3-й степени
- медали СССР